# Guzmania formosa
Guzmania formosa är en gräsväxtart som beskrevs av Hans Edmund Luther. Guzmania formosa ingår i släktet Guzmania och familjen Bromeliaceae. Inga underarter finns listade i Catalogue of Life.